# Heinrich Lange (Politiker, 1861)
Wilhelm Heinrich Lange (* 23. April 1861 in Hagen (Wittingen); † 9. Oktober 1939 in Leipzig) war ein deutscher Handwerker und Politiker (SPD), sächsischer Landtagsabgeordneter und Kreishauptmann in Leipzig.

## Leben
Nach dem Besuch der Volksschule und einer Lehre als Drechsler ging Lange auf Wanderschaft. Seit dem Ende der 1890er Jahre arbeitete er als Lagerhalter im Konsumverein Leipzig-Plagwitz.
Lange wurde Mitglied der SPD und führte die Parteiorganisation in Leipzig von 1897 bis 1898. Von 1895 bis 1916 war er für die SPD Stadtverordneter und von 1916 bis 1919 unbesoldeter Stadtrat in Leipzig.
Von 1909 bis 1918 vertrat Lange den 4. Leipziger Wahlkreis in der Zweiten Kammer des Sächsischen Landtags. In den Jahren 1919 und 1920 war er Mitglied der Sächsischen Volkskammer, legte jedoch sein Mandat am 8. Februar 1920 wegen Arbeitsüberlastung nieder, da er zum 1. Oktober 1919 zum Kreishauptmann der Kreishauptmannschaft Leipzig ernannt worden war. Dieses Amt übte er bis zum 30. Juni 1924 aus, erhielt dann Wartegeld und trat 1926 in den Ruhestand. Über sein weiteres Leben bis zum Tod 1939 ist nichts bekannt.

## Werke (Auswahl)
- Heinrich Lange: Aus einer alten Handwerksburschenmappe. Ein Geschichte von Heimat, Werden und Wirken. Leipzig: Verlag Quelle & Meyer, o. J.